# عمرو بن سلمة الجرمي
عمرو بن سَلِمَة الجَرْمي صحابي، اسمه أبو بريد عمرو بن سَلِمة بن نفيع، وقيل: سلِمة بن قيس، وقيل: سَلِمَةَ بن لاي بن قُدامة الجرمي. أَدرك النبي محمد وهو صغير، وكان يؤم قومه على عهد الرسول لأَنه كان أكثرهم حفظًا للقرآن الكريم.

## إمامة الصغير في الصلاة
روى حماد بن زيد عن أَيوب، عن عمرو بن سَلِمة الجرمي قال: «أممت قومي على عهد رسول الله صَلَّى الله عليه وسلم وأنا غلام ابن ست أَو سبع سنين»، وروى الطبري في المعجم الكبير قال: حدثنا زكريا بن يحيى الساجي، حدثنا زيد بن أخرم، حدثنا سلم بن قتيبة، حدثنا يحيى بن رباح قال سمعت عمرو بن سلمة قال: «انطلقت مع أبي إلى النبي صلى الله عليه وسلم بإسلام قومه فكان فيما أوصانا: ليؤمكم أكثركم قرآنا، فكنت أكثرهم قرآنا فقدموني». وفي حديث عمرو بن سلمة قال الفقهاء بأن الصبي إذا كان أكثر من غيره قرآنًا، وكان يعقل الصلاة ويؤديها كما ينبغي فلا حرج أن يؤم الكبار.